# Парк в селе Подъячево
Парк в селе Подъячево — памятник природы регионального (областного) значения Московской области, который включает ценный в экологическом, научном, культурном и эстетическом отношениях природно-антропогенный комплекс, а также природные объекты, нуждающиеся в особой охране для сохранения их естественного состояния:
- старовозрастные парковые насаждения с отдельными старыми деревьями липы, дуба, клёна, ясеня и вяза;
- места произрастания и обитания редких видов растений и животных, занесенных в Красную книгу Московской области.

Памятник природы основан в 1966 году. Местонахождение: Московская область, Дмитровский городской округ, городское поселение Яхрома, в южной части села Подъячево. Площадь памятника природы составляет 18,5 га.

## Описание
Памятник природы включает сохранившиеся парковые насаждения и главный дом бывшей усадьбы Никольское-Обольяниново в селе Подьячево. Усадьба была основана в последней четверти XVIII века П. М. Власовым. В 1802 году её купил П. Х. Обольянинов, при котором были возведены основные постройки. В середине XIX века усадьба перешла во владение Олсуфьевых, построивших здесь земское училище и больницу. В это время в Никольском-Обольянинове неоднократно бывали Д. И. Менделеев, Л. Н. Толстой и другие выдающиеся личности. Л. Н. Толстой, друживший с сыновьями владельца усадьбы, писал в своем дневнике о том, как хорошо было пожить и поработать здесь. Последний владелец Никольского-Обольянинова Михаил Адамович Олсуфьев, председатель уездной земской управы в Дмитрове, долгое время (до 1917 года) был дмитровским уездным предводителем дворянства, умер он весной
1918 года и был похоронен здесь, в Никольском. Село Подъячево в прошлом носило названия Никольское-Обольяниново, Никольское-Горушки, Горки. Существующее название село получило от местного уроженца, пролетарского писателя С. П. Подъячева, который поселился в одном из флигелей усадьбы после революции 1917 года и благодаря которому усадьба Обольяниновых-Олсуфьевых уцелела, отойдя далее впоследствии в ведение литературного ведомства.
Пейзажный парк в усадьбе Никольское-Обольяниново, на территории которой расположен памятник природы, был заложен, согласно архивным сведениям, на рубеже XVIII—XIX веков. Именно такой оценочный возраст (свыше 200 лет) имеют наиболее старые деревья, сохранившиеся на территории парка. Парк в настоящее время пребывает в сильно запущенном состоянии. От построек усадьбы сохранились главный усадебный дом, соединенный посредством галерей с флигелями, церковь Святителя Николая (конца XVIII века) и несколько руинированных хозяйственных сооружений. На территории памятника природы из усадебных построек располагается сохранившийся до наших дней главный дом.
В парке сохранилось несколько старинных липовых аллей и два пруда. Центральная аллея проходит с севера на юг от центрального входа к главному усадебному дому и к Чистому пруду — более крупному из двух водоемов памятника природы. За прудом эта аллея продолжается далее в том же направлении до южной границы парка. Параллельно ей проходят ещё две более короткие и менее сохранившиеся аллеи. Кроме того, имеются остатки трех — четырёх перпендикулярных им аллей.
Территория памятника природы расположена в районе осевой части Клинско-Дмитровской гряды в зоне распространения свежих моренных равнин и долинно-зандровой равнины, приуроченной к долине реки Лутосни. Непосредственно в пределах памятника природы представлены склон моренной равнины и примыкающая к нему верхняя часть долинного зандра.
Кровля дочетвертичного фундамента в районе памятника природы представлена меловыми песками и перекрыта чехлом четвертичных отложений, с поверхности представленных покровными, делювиальными и дефлюкционными суглинками и водноледниковыми опесчаненными суглинками.
Территория памятника природы имеет общий уклон поверхности с севера на юг к руслу реки Лутосни. Максимальная абсолютная отметка памятника природы — 235 м — отмечается в его северо-западном углу в верхней части склона моренной равнины, минимальная — 215 м — в его восточной оконечности вблизи бровки борта балки, расположенной к востоку от памятника природы.
В северной части памятника природы представлен пологий склон моренной равнины, крутизной до 2—3°, где располагается сохранившийся усадебный дом с флигелями. Здесь, вблизи западной границы памятника природы за его пределами, расположена церковь Святителя Николая. В непосредственной близости от церкви, на территории памятника природы на склоне моренной равнины образован уступ высотой 3 м и крутизной 30°. К югу от уступа склон резко выполаживается, достигая крутизны 3—5°, и на дальнейшем протяжении плавно сменяется поверхностью долинного зандра.
Слабонаклонная (до 3—5°) поверхность долинного зандра реки Лутосни представлена в пределах памятника природы на абсолютных высотах 215—220 м. В южной части памятника природы на абсолютной высоте 220 м расположен останцовый холм грушеобразной формы в плане, вытянутый в юго-восточном направлении, длиной 230 м и шириной от 65 до 170 м. К нечеткому тыловому шву долинного зандра приурочен более крупный Чистый пруд (длиной 225 м, шириной 55—100 м), к юго-западному подножию холма — более мелкий Анненский пруд (длиной 100 м, шириной 65 м). В южной части памятника природы с востока к нему примыкает эрозионная форма — балка (общей длиной 850 м и шириной 100 м).
На территории памятника природы преобладают современные процессы делювиального смыва и дефлюкции.
Общий поверхностный сток направлен в долину реки Лутосни (приток реки Сестры, бассейн реки Волги), часть стока поступает в два водных объекта в пределах памятника природы — северный Чистый и южный Анненский пруды.
Почвенный покров территории представлен преимущественно агродерново-подзолистыми почвами.

### Флора и растительность
Растительные сообщества памятника природы представлены разновозрастными насаждениями с доминированием широколиственных видов деревьев, среди которых в верхнем ярусе преобладает липа сердцелистная (диаметр стволов до 0,7 м). Кроме неё в верхнем древесном ярусе встречаются отдельные очень старые дубы возрастом не менее 200 лет (диаметр до 1,0 м), реже клен остролистный (диаметр до 0,4 м), ясень обыкновенный, вяз гладкий (диаметр до 0,5 м). В северной части парка встречаются отдельные старые ели (диаметр до 0,4 м). В северо-западном углу парка растут отдельные старые деревья клёна ясенелистного, по западной границе памятника природы — отдельные старые березы повисшие. В западной части парка возле церкви растут старые сосны и лиственницы (диаметр до 0,4 м), а также одна старая туя.
В подросте преобладают клен остролистный и липа, встречаются ясень обыкновенный, клен ясенелистный, вяз, дуб черешчатый, береза повисшая, ель, яблоня лесная.
В кустарниковом ярусе доминируют рябина и лещина обыкновенная. На отдельных участках, преимущественно в западной и северной части парка, растут декоративные кустарники: рябинник рябинолистный, карагана древовидная, сирень обыкновенная.
В травяном покрове доминируют типичные виды дубравного широкотравья, а также лугово-опушечные и рудеральные виды: сныть обыкновенная, крапива двудомная, гравилат городской, мятлик дубравный, осока волосистая, недотрога мелкоцветковая, медуница неясная, земляника мускусная (редкий и уязвимый вид, не включенный в Красную книгу Московской области, но нуждающийся на территории области в постоянном контроле и наблюдении), зеленчук жёлтый, герань лесная, живучка ползучая, овсяница гигантская, лютик кашубский, щитовники картузианский и мужской, кочедыжник женский, вейник тростниковидный, горошек мышиный, вероника дубравная, незабудка болотная, ежа сборная, подмаренник мягкий, зверобой продырявленный, манжетка, герань болотная, таволга вязолистная, вербейник монетчатый, чина весенняя, хвощ лесной. На почве встречаются зеленые мхи.
На прогалинах и наиболее нарушенных участках встречаются заросли борщевика Сосновского и гречихи сахалинской.
В центральной части парка вокруг Чистого пруда растут старые липы, сосны и более молодые — осины, ели, березы, дубы, имеются несколько кустов спиреи. Вдоль берега растут кустарниковые ивы (пепельная, трехтычинковая), здесь же встречаются черемуха птичья и ольха серая.
В пруду и по его берегам произрастают обычные водно-болотные виды растений: камыш лесной, вахта трехлистная, аир болотный, рогоз широколистный, череда поникшая, череда трехраздельная, рдест плавающий, роголистник погруженный, элодея канадская, ряска малая, манник плавающий, вербейник обыкновенный, шлемник болотный, хвощ речной, частуха подорожниковая.
К северному берегу пруда примыкает крупная поляна, часть которой ранее использовалась как футбольное поле. Поляну окаймляют старые липы и очень старые дубы (свыше 1 м в диаметре). Здесь же растет тополь серебристый и старые ели. Центральная часть поляны периодически выкашивается, краевые части, напротив, постепенно забурьяниваются и зарастают кустарниками.
В травяном покрове здесь преобладают злаки и виды лугового разнотравья: ежа сборная, тимофеевка луговая, овсяница луговая, полевица тонкая, мятлик луговой, душистый колосок обыкновенный, лисохвост луговой, гребенник обыкновенный, вейник наземный, зверобой пятнистый, василек луговой, коровяк чёрный, манжетка, подорожник ланцетный, лапчатка прямостоячая, герань болотная, лапчатка гусиная, лютик многоцветковый, клевер горный, кульбаба шершавоволосистая, короставник полевой, осока мохнатая, черноголовка обыкновенная, купырь лесной, подорожник большой, тысячелистник обыкновенный, клевер гибридный, сивец луговой, мышиный горошек, пырей ползучий, марьянник луговой, щавель конский, звездчатка злаковая. По пониженным участкам на лугу встречаются: таволга вязолистная, камыш лесной, ситник развесистый, вербейник обыкновенный, вейник сероватый, щучка дернистая.
К южному берегу пруда примыкают старые еловые посадки с участием липы в верхнем ярусе и с осиной по опушке. В подросте здесь отмечаются липа, клен остролистный, ель. В кустарниковом ярусе представлены рябина, реже малина лесная и лещина обыкновенная. В травяном ярусе доминируют: зеленчук жёлтый, сныть обыкновенная, хвощ лесной, осока волосистая, бор развесистый, земляника обыкновенная, кислица, щитовник картузианский, ожика волосистая, живучка ползучая, осока пальчатая, костяника, звездчатка жестколистная, лютик кашубский, дудник лесной. В напочвенном покрове представлены зеленые мхи. На отдельных участках ельник поврежден короедом.
В своей западной части эти посадки переходят в сложный дубово-елово-липовый лес с участием клёна остролистного во втором ярусе с подростом липы и ели, с плотным кустарниковым ярусом из лещины. В травяном ярусе доминируют: медуница неясная, пролесник многолетний, осока волосистая, сныть, гравилат городской, копытень европейский, зеленчук жёлтый, костяника, осока пальчатая, щитовник картузианский. Здесь встречается гнездовка обыкновенная (редкий и уязвимый вид, не включенный в Красную книгу Московской области, но нуждающийся на территории области в постоянном контроле и наблюдении).
Анненский пруд, расположенный в юго-западной части парка, окружен огромными старыми липами, дубами и довольно крупными старыми соснами, елями и березами. На одном из старых дубов обнаружена некера перистая, редкий вид мхов, занесенный в Красную книгу Московской области. В этом пруду произрастают в основном те же виды растений, что и в северном пруду, кроме них здесь встречаются: кубышка жёлтая, лютик водяной, сабельник болотный, кипрей волосистый.

### Фауна
Животный мир территории памятника природы сформировался в условиях искусственно созданных и постоянно поддерживаемых человеком парковых ландшафтов. В последние десятилетия воздействия по изменению и поддержанию ландшафта на территории памятника природы существенно ослабли, и парк пришел в запустение; в то же время, сохраняется высокое рекреационное воздействие, оказывающие влияние на формирование фауны территории. В настоящее время зоокомплексы территории являются типичными по своему составу и разнообразию для лесопарковых территорий Подмосковья.
На территории памятника природы обитает 35 видов позвоночных животных, в том числе два вида амфибий, один вид рептилий, 25 видов птиц и семь видов млекопитающих. Основу фаунистического комплекса наземных позвоночных животных составляют характерные виды лесных местообитаний.
В границах памятника природы выделяются два основных зоокомплекса (зооформации): лиственных лесов и открытых местообитаний. Виды зоокомплекса водно-болотных местообитаний и зоокомплекса селитебных местообитаний, ввиду малой площади соответствующих местообитаний, на территории памятника природы представлены слабо.
Зооформация лиственных лесов занимает большую часть территории памятника природы. Здесь распространены следующие виды позвоночных животных: обыкновенная белка, малая лесная мышь, пашенная полевка, большой пестрый дятел, обыкновенная кукушка, рябинник, чёрный дрозд, певчий дрозд, зарянка, зяблик, славка-черноголовка, пеночка-теньковка, желна, ворон, сойка, большая синица, лазоревка, обыкновенная пищуха, обыкновенный поползень, мухоловка-пеструшка, травяная лягушка. С этими местообитаниями связаны в своем распространении представители отряда рукокрылых — лесной нетопырь, ночница Брандта (редкие и уязвимые виды, не включенные в Красную книгу Московской области, но нуждающиеся на территории области в постоянном контроле и наблюдении), а также охраняемые виды беспозвоночных — слизень черно-синий и орденская лента малая красная.
По полянам и опушкам территории памятника природы обычны: пашенная полевка, обыкновенный крот, серая славка, обыкновенная чечевица, ополовник, обыкновенный скворец, сорока и живородящая ящерица.
К селитебным территориям, примыкающим к памятнику природы, тяготеют: серая ворона, галка, белая трясогузка, деревенская ласточка, бродячие домашние собаки и большинство перечисленных выше луговых видов.
Имеющиеся на территории зарастающие пруды, являются местом обитания травяных и прудовых лягушек.

## Объекты особой охраны памятника природы
Охраняемые экосистемы: старинные парковые насаждения из липы, дуба, клёна, ясеня и вяза на склоне междуречья, примыкающем к долине реки Лутосни.
Ценный в экологическом, культурном и эстетическом отношении природно-антропогенный объект: природно-парковый комплекс.
Отдельные объекты живой природы: старовозрастные липовые аллеи, отдельные старые липы, дубы, клёны, вязы, ясени.
Места произрастания редких и уязвимых видов растений, зафиксированных на территории памятника природы, перечисленных ниже.
Охраняемые в Московской области, а также иные редкие и уязвимые виды растений:
- вид, занесенный в Красную книгу Московской области: некера перистая;
- виды, являющиеся редкими и уязвимыми таксонами, не включенные в Красную книгу Московской области, но нуждающиеся на территории Московской области в постоянном контроле и наблюдении: земляника мускусная и гнездовка обыкновенная.

Охраняемые в Московской области, а также иные редкие и уязвимые виды животных:
- виды, занесенные в Красную книгу Московской области: слизень черно-синий, орденская лента малая красная;
- виды, являющиеся редкими и уязвимыми таксонами, не включенные в Красную книгу Московской области, но нуждающиеся на территории Московской области в постоянном контроле и наблюдении: лесной нетопырь, ночница Брандта.